# Wioślarstwo na Letnich Igrzyskach Olimpijskich 1900 – jedynka
Wyścig jedynek mężczyzn był jedną z konkurencji wioślarskich rozgrywanych podczas II Igrzysk Olimpijskich w Paryżu.
Zawody rozegrano w dniach 25–26 sierpnia w Paryżu. Rywalizowało dwunastu zawodników z czterech krajów. Złoto zdobył Francuz Hermann Barrelet.

## Wyniki

### Runda pierwsza
Dwóch najszybszych zawodników z każdego biegu awansowało do półfinału.
| Poz. | Zawodnik        | Kraj            | Wynik  | Uwagi |
| ---- | --------------- | --------------- | ------ | ----- |
| 1.   | St George Ashe  | Wielka Brytania | 6:38,8 | Q     |
| 2.   | Raymond Benoit  | Francja         | 6:45,4 | Q     |
| 3.   | Édouard Dammann | Francja         | 7:13,0 |       |

| Poz. | Zawodnik         | Kraj    | Wynik  | Uwagi |
| ---- | ---------------- | ------- | ------ | ----- |
| 1.   | Hermann Barrelet | Francja | 6:38,8 | Q     |
| 2.   | André Gaudin     | Francja | 6:43,0 | Q     |
| 3.   | Lardon           | Francja | 6:46,4 |       |

| Poz. | Zawodnik        | Kraj    | Wynik  | Uwagi |
| ---- | --------------- | ------- | ------ | ----- |
| 1.   | Louis Prével    | Francja | 6:29,6 | Q     |
| 2.   | Robert d'Heilly | Francja | 6:38,8 | Q     |
| –    | Maxime Piaggio  | Włochy  | DNF    |       |

| Poz. | Zawodnik          | Kraj      | Wynik  | Uwagi |
| ---- | ----------------- | --------- | ------ | ----- |
| 1.   | Georges Delaporte | Francja   | 6:33,8 | Q     |
| 2.   | Pierre Ferlin     | Francja   | 6:46,8 | Q     |
| –    | Antonia Vela Vivó | Hiszpania | DNF    |       |

### Półfinały
Dwóch najszybszych zawodników z każdego półfinału awansowało do finału.
| Poz. | Zawodnik         | Kraj            | Wynik    | Uwagi |
| ---- | ---------------- | --------------- | -------- | ----- |
| 1.   | Hermann Barrelet | Francja         | 8:23,0   | Q     |
| 2.   | André Gaudin     | Francja         | 8:33,4   | Q     |
| 3.   | St George Ashe   | Wielka Brytania | 8:37,2   | q     |
| 4.   | Raymond Benoit   | Francja         | nieznany |       |

| Poz. | Zawodnik          | Kraj    | Wynik    | Uwagi |
| ---- | ----------------- | ------- | -------- | ----- |
| 1.   | Louis Prével      | Francja | 8:36,4   | Q     |
| 2.   | Robert d'Heilly   | Francja | 8:45,0   | Q     |
| 3.   | Georges Delaporte | Francja | 9:25,2   |       |
| 4.   | Pierre Ferlin     | Francja | nieznany |       |

### Finał
| Poz.   | Zawodnik         | Kraj            | Wynik  | Uwagi |
| ------ | ---------------- | --------------- | ------ | ----- |
| złoto  | Hermann Barrelet | Francja         | 7:35,6 |       |
| srebro | André Gaudin     | Francja         | 7:41,6 |       |
| brąz   | St George Ashe   | Wielka Brytania | 8:15,6 |       |
| 4.     | Robert d'Heilly  | Francja         | 8:16,0 |       |
| –      | Louis Prével     | Francja         | DNF    |       |